# Leptopelis flavomaculatus
Leptopelis flavomaculatus är en groddjursart som först beskrevs av Günther 1864.  Leptopelis flavomaculatus ingår i släktet Leptopelis och familjen Arthroleptidae. IUCN kategoriserar arten globalt som livskraftig. Inga underarter finns listade i Catalogue of Life.